# Kurarua flavidula
Kurarua flavidula là một loài bọ cánh cứng trong họ Cerambycidae.